# Sofia Nordin
Sofia Nordin, född 1974, är en svensk författare och översättare.
Nordin är mest känd för sina barn- och ungdomsböcker. Debutboken Äventyrsveckan från 2003 vann Eriksson & Lindgrens tävling "Berättarglädje" och har blivit översatt till engelska, tyska, franska och danska. Den sändes också i dramatiserad form i Sveriges Radio.
Hon har även kommit ut med tre vuxenböcker, Utanmyr 2005, Gå sönder, gå hel 2011 och Atomer 2015.
Nordin nominerades till Augustpriset för bästa barn- och ungdomsbok både 2009 (Natthimmel) och 2010 (Det händer nu). År 2013 nominerades hennes En sekund i taget till Nordiska rådets pris för barn- och ungdomslitteratur.
Som översättare har hon från norska till svenska översatt Juli (2009) av Tania Kjeldset, Balladen om en bruten näsa (2012) av Arne Svingen, Brune (2013) och Svartle (2016) av Håkon Øvreås, Skamlös (2018) av Nancy Herz, Amina Bile och Sofia Nesrine Srour, Fjällvandring åt helvete (2019) av Are Kalvø, Upptäckarklubben – Marshmallowsmaskinen (2021) och Upptäckarklubben – Sköldpaddskanonen (2021) av Bobbie Peers, Ett fall mot döden (2021) av Randi Fuglehaug samt från engelska till svenska Oliver och havsperukerna (2013) och Astra och rymdkakorna (2016) av Philip Reeve och Sarah McIntyre.
Sofia Nordin var ledamot av Svenska barnboksakademin.

## Priser och utmärkelser
- 2002 Berättarglädje (Eriksson & Lindgren)
- Flera arbetsstipendier ur Författarfonden, bland annat ett tioårigt
- Flera arbetsstipendier ur Fotokopieringsfonden
- Stipendium ur fonden för Fredrik Ströms minne
- Stipendium ur Prins Wilhelms stipendiefond, utdelat av Svenska PEN
- 2021 - Stiftelsen Martha Sandwall-Bergströms författarfonds stipendium [6]